# Notocolpodes hylonomus
Notocolpodes hylonomus is een keversoort uit de familie van de loopkevers (Carabidae). De wetenschappelijke naam van de soort werd voor het eerst geldig gepubliceerd in 1935 door Charles Alluaud.